# 항이뇨 호르몬 부적절 분비 증후군
항이뇨 호르몬 부적절 분비 증후군(영어: syndrome of inappropriate antidiuretic hormone secretion, SIADH) 또는 항이뇨 호르몬 분비 이상 증후군은 뇌하수체나, 뇌하수체가 아닌 비정상적 근원으로부터 들어오는 항이뇨 호르몬(ADH)의 억압되지 못하는 과도한 발산을 특징으로 하는 증후군이다.

## 증상
- 거식증
- 구역질
- 운동실조
- 반사 (생리학)
- 미진 (의학)
- 무기력증
- 섬망
- 뇌전증 발작
- 혼수상태(뇌부종에서 기인)
- 죽음

## 병인
- 암
- 감염
  - 폐렴
  - 폐농양
  - 천식
  - 낭포성 섬유증
- 의약품
  - 시클로포스파미드
  - 카르바마제핀
  - 밸프로에이트
  - 선택적 세로토닌 재흡수 억제제
  - 메틸렌디옥시메스암페타민
  - 옥시토신
  - 빈크리스틴
  - 모르핀
  - 아미트리프틸린
- 유육종증